# Agente de compras
Um agente de compras é um profissional que é responsável pela gestão do processo de compras de uma organização. Isso inclui a aquisição e compra de bens e serviços a fornecedores aos preços mais competitivos, a negociação de contratos, e a garantia de que os padrões de qualidade são cumpridos. O principal objetivo pode ser a optimização de compras, redução de custos ou encontrar fornecedores alternativos em caso de problemas de fornecimento, por exemplo, devido a problemas persistentes de qualidade, insolvência de fornecedores, catástrofes naturais ou guerra.
Os agentes de compras trabalham normalmente em organizações especializadas chamadas agências de compras, que servem a setores específicos como, por exemplo, a indústria do petróleo e gás natural. Por vezes têm uma rede de fornecedores dedicada e especializada que fornece a este setor.
Alguns agentes de compras também trabalham exclusivamente para um ou alguns clientes empresariais. Ou são diretamente empregados por uma empresa. Alguns agentes de compra têm também um foco geográfico como a China, Índia ou Europa.
Desempenham um papel crucial na garantia de que as suas organizações operam eficientemente, adquirindo os bens e serviços necessários para operações ao menor custo possível, mantendo elevados padrões de qualidade.

## Responsabilidades
As responsabilidades de um agente de compras variam em função da organização para a qual trabalham. No entanto, algumas tarefas comuns incluem:
- Identificação de fornecedores: Os agentes de compras pesquisam e identificam fornecedores que possam fornecer os bens ou serviços que a sua organização necessita.
- Negociação de contratos: Os agentes de compras negociam contratos com fornecedores para obter o melhor preço e as melhores condições possíveis para a sua organização.
- Monitorizar o desempenho dos fornecedores: Os agentes de compra controlam o desempenho dos fornecedores para assegurar que estes cumprem os padrões de qualidade e entregam os bens ou serviços a tempo.

Outros serviços podem incluir a aquisição anónima por parte dos concorrentes, aquisição rápida / expressa em caso de emergências (peças em falta) ou a realização de auditorias (internacionais) a fornecedores.